# Malcolm III d'Escòcia
Malcolm III d'Escòcia (gaèlic escocès: Máel Coluim mac Donnchada, 1038 - 13 de novembre de 1093) fou rei d'Escòcia, fill de Duncan I, anomenat Canmore (del gaèlic Ceann Mor, 'cap gros').
S'havia criat en la cort del rei anglosaxó Eduard el Confessor, on es va refugiar quan el seu pare fou assassinat, i com que tornà amb suport anglès va permetre l'anglització definitiva dels Lowlands. Fou hostil als nous invasors normands, raó per la qual assolà la frontera anglesa, però Guillem el Conqueridor va envair Escòcia i el vencé a Abernethy (Fife) el 1072, de manera que el 1073 es va veure obligat a retre homenatge al nou rei anglonormand, que el 1093 l'obligaria a fer retrocedir les fronteres del regne fins a la línia Tweed-Cheviot; fortificà Carlisle i es mantingué a la frontera del Solway. Per altra banda, s'havia casat des del 1070 amb la princesa anglosaxona santa Margarida d'Escòcia (morta el 1094), filla d'Eduard Atheling i germana d'Edgard Atheling. Imposaria a l'Església escocesa les normes romanes, com la divisió en diòcesis, el sistema parroquial i l'ordenament dels monjos a l'estil continental. També permeté l'establiment de molts refugiats anglosaxons als Lothians, cosa que hi impulsaria el comerç, però es trobà amb una forta oposició a Moray, pàtria de Macbeth.
Malgrat la creixent anglització del regne, també va introduir per primer cop un aparell administratiu eficaç i un poder jurídic centralitzat, amb un cerimonial a l'ús britànic, raó per la qual els seus súbdits l'anomenaren Ceann Mor. Tanmateix, es consumà la divisió del país entre els Highlands, de caràcter gaèlic, tribal i clànic, i els Lowlands, anglitzats, facilitada pel fet que els reis escocesos residissin cada cop més als Lothians, de manera que acabaran prevalent-hi tant la forma de govern com la llengua anglesa. En morir en la batalla d'Alnwick amb el seu hereu Eduard, va deixar tres fills, Edgard, Alexandre i David.